# محاكمات خيلمنو
محاكمات خيلمنو عبارة عن سلسلة من المحاكمات المتتالية لجرائم الحرب لموظفي معسكر الإبادة خيلمنو، التي عقدت في بولندا وألمانيا بعد الحرب العالمية الثانية. أخذ البت في القضايا عشرون عامًا تقريبًا. جرت أول محاكمة قضائية لرجال الشوتزشتافل السابقين - أعضاء إس إس-ساندركوماندوس كولموف - في عام 1945 في المحكمة المحلية في لودز، بولندا. بدأت المحاكمات الأربع التالية، التي عقدت في بون بألمانيا، في عام 1962 وانتهت بعد ثلاث سنوات، في عام 1965 في كولونيا.
تم استدعاء عدد من مسؤولي المخيم ومشغلي الغاز وحراس قوات الأمن الخاصة أمام المحكمة بتهمة ارتكاب جرائم حرب وجرائم ضد الإنسانية ارتكبت في خيلمنو (ويعرف أيضًا باسم كولموف ) في بولندا المحتلة في الفترة ما بين ديسمبر 1941 ويناير 1945. الأدلة وشهادات الشهود الناجين والسجناء السابقين والمكانيكيين الذين حضروا لتوفير احتياجات قوات الأمن الخاصة، تم إستجوابهم في بولندا من قِبل القاضي فاديساو بيدنارز من محكمة لودز المحلية ( سيد أوكروغوي ووديزي ).  صدرت أحكام بالإعدام على ثلاثة متهمين مدانين،  بما في ذلك نائب قائد المعسكر أوبيرشارفهرر والتر بيلر (خطأ، فيلر)؛ مشغل شاحنات الغاز هاوبتشافوهرر Hermann Gielow (Gilow)، وكذلك برونو إسرائيل من شرطة النظام (تم تخفيف الحكم الصادر بحقه إلى مدى الحياة). كان الثلاثة جميعهم أعضاء في مفرزة إس إس كولموف الخاصة المسؤولة عن إبادة اليهود وغير اليهود، أثناء الهولوكوست في بولندا المحتلة. 
في الأعوام 1962-1965، تم استدعاء عشرات رجال الأمن الخاص من كولموف أمام المحكمة الألمانية ( Landgericht ) في بون، RFN. وجهت إليهم تهمة قتل 180 ألف يهودي في المخيم.  استمرت مداولات هيئة المحلفين لمدة ثلاث سنوات، مع أحكام تتراوح بين السجن لمدة 13 سنة إلى 13 شهرا وأسبوعين. وتمت تبرئة نصف المتهمين من جميع التهم وأفرجت عنها ألمانيا.  